# KV58
KV58 (Kings' Valley 58) è la sigla che identifica una delle tombe della Valle dei Re in Egitto; non nota la destinazione.
Scoperta da Ernest Harold Jones, per conto di Theodore Davis, nel 1909 è costituita da un pozzo di accesso e un'unica camera e sembra essere in qualche modo connessa, forse come deposito di materiali, alla vicina KV57 di Horemheb 
È anche nota come Tomba del Carro poiché al suo interno vennero rinvenute lamine d’oro verosimilmente provenienti dai finimenti di un carro recanti i nomi di Tutankhamon ed Ay. Sulla presenza di tali finimenti, oltre la possibile attinenza con la KV57, si ritiene che possa essere stata usata come deposito secondario dei materiali funerari di Ay, originariamente sepolto nella KV23, in previsione di una sua possibile traslazione nella KV57 poi usata per Horemheb. Un'altra possibile destinazione sarebbe quella che si sia trattato di materiale abbandonato dopo un furto nella KV23 di Ay.

### Annotazioni
1. ↑  Le tombe vennero classificate nel 1827, dalla numero 1 alla 22, da John Gardner Wilkinson in ordine geografico. Dalla numero 23 la numerazione segue l’ordine di scoperta.
2. ↑  Theodore Davis, per errore, nelle sue pubblicazioni accreditò la scoperta di questa tomba al 1907 e ad Edward Russell Ayrton.

### Fonti
1. ↑  Nicholas Reeves e Richard Wilkinson, The complete valley of the Kings, New York, Thames & Hudson, 2000, p. 186.
2. 1 2  Theban Mapping Project.
3. ↑  Reeves e Wilkinson (2000), p. 186.